# Mamaia Challenger
Il Mamaia Challenger è stato un torneo professionistico di tennis giocato sulla terra rossa, che faceva parte dell'ATP Challenger Tour. Si è giocato annualmente a Constanţa in Romania dal 2006 al 2009.

## Albo d'oro

### Singolare
| Anno | Campione                | Finalista      | Punteggio            |
| ---- | ----------------------- | -------------- | -------------------- |
| 2009 | Blaž Kavčič             | Julian Reister | 3–6, 6–3, 6–4        |
| 2008 | Nicolas Devilder        | Adrian Ungur   | 6–3, 6(5)–7, 7–6(10) |
| 2007 | Sebastián Decoud        | Victor Crivoi  | 6–3, 6–3             |
| 2006 | Konstantinos Economidis | Adrian Ungur   | 6–4, 6–4             |

### Doppio
| Anno | Campioni                                    | Finalisti                    | Punteggio   |
| ---- | ------------------------------------------- | ---------------------------- | ----------- |
| 2009 | Adrián García David Marrero                 | Adrian Cruciat Florin Mergea | 7–6(5), 6–2 |
| 2008 | Florin Mergea Horia Tecău                   | Júlio Silva Simone Vagnozzi  | 6–4, 6–2    |
| 2007 | Marc Fornell Mestres Gabriel Trujillo Soler | Gabriel Moraru Horia Tecău   | 6–4, 6–4    |
| 2006 | Konstantinos Economidis Jean-Julien Rojer   | Florin Mergea Horia Tecău    | 7–6(1), 6–1 |